# 1435 Ґарлена
1435 Ґарлена (1435 Garlena) — астероїд головного поясу, відкритий 23 листопада 1936 року.
Тіссеранів параметр щодо Юпітера — 3,344.